# C. K. Scott Moncrieff
C. K. Scott Moncrieff   (Stirling, 25 de setembre de 1889 - Roma, 28 de febrer de 1930) MC, nom complet Charles Kenneth Scott Moncrieff, fou un escriptor escocès, conegut especialment per la seva traducció anglesa de la major part de l'obra de Proust  À la recherche du temps perdu, la qual va publicar sota el títol Remembrance of Things Past, extret d'un sonet de Shakespeare.

## Primers anys
Charles Kenneth Michael Scott Moncrieff era el fill més jove de William George (1846–1927), Advocat, Substitut de Xèrif, i Jessie Margaret Scott Moncrieff (1858–1936). Va tenir dos germans grans Colin William (1879–1943), el pare de l'autor escocès i dramaturg George Scott Moncrieff, i John Irving (1881–1920).

## Educació

### Universitat de Winchester
El 1903, Scott Moncrieff fou acceptat com a becari a Universitat de Winchester.
El 1907, mentre era becari a Universitat de Winchester, Scott Moncrieff va conèixer Christopher Sclater Millard, bibliògraf de Wildeana i secretari privat de l'amic i col·laborador literari d'Oscar Wilde Robert Baldwin Ross.
El 1908, va publicar una història curta, 'Evensong and Morwe Song', en la revista literària New Field, de la que n'era l'editor. En l'obra s'hi incloia, de forma implícita, la felació entre dos nois en una escola pública de ficció, denominada 'Gainsborough', si bé l'argument de l'obra girava sobre la hipocresia de William Carruthers, el més gran dels nois, que essent director ('headmaster') de l'escola 'Cheddar' va expulsar, pel mateix "delicte", el fill del noi al que va seduir. La història fou republicada el 1923 per l'editor "uranià" John Murray en una edició de cinquanta còpies només per circulació privada. La revista fou ràpidament suprimida, però no és clar si Scott Moncrieff fou expulsat.

### Universitat d'Edimburg
Després de Winchester, Scott Moncrieff va assistir a Universitat d'Edimburg, on va cursar dos graus, un de dter i l'altre de literatura anglesa. Després, va començar un "master of arts" en anglosaxó sota la supervisió de George Saintsbury, reputat home de lletres, graduant-se amb primers honors de classe. Els coneixements adquirits en tal matèria li serviren per a la seva traducció de Beowulf cinc anys més tard.
Durant el seu temps a Edimburg, Scott Moncrieff va conèixer Philip Bainbrigge, llavors un universitari al Trinity College de Cambridge, més tard un professor universitari a Shrewsbury i autor de miscel·lànies d'odes homoeròtiques dedicades a l'"amor uranià". Bainbrigge va morir en acció de guerra a Épehy el setembre 1918.

## Primera Guerra Mundial i anys següents
L'agost de 1914 a Scott Moncrieff li fou destinat a la unitat militar Kings Own Scottish Borderers i serví en el seu 2n Batalló en el Front Occidental de 1914 a 1917. El 1915, mentre era al front, va convertir-se al catolicisme. El 23 d'abril de 2017, mentre dirigia el 1er Batalló en la Batalla d'Arràs fou greument ferit en la seva cama esquerra per l'explosió d'un projectil. Tot i que va evitar l'amputació, les seves lesions el desqualificaren per a ulteriors serveis actius i el varen deixar permanentment coix.
Després de la seva sortida de l'hospital el març de 1918, Scott Moncrieff treballà a l'Oficina de Guerra (War Office) a Whitehall. Completava els seus ingressos amb ressenyes que escrivia per a la New Witness, una revista literària editada per G. K. Chesterton.
Després de la guerra, Scott Moncrieff va treballar durant un any com a secretari privat del magnat de la premsa, Alfred Harmsworth, LordNorthcliffe, propietari del The Times, passant després a l'staff editorial a Printing House Square. El 1923 la seva salut el va obligar a traslladar-se a Itàlia, on va dividir el seu temps entre Florència i Pisa, i més tard, Roma.
A partir d'aleshores es mantingué amb el fruit de tasques literàries, principalment traduccions del francès medieval i modern.

## Remembrance of Things Past
Scott Moncrieff publicà el primer volum de la seva traducció de Proust el 1922, i va continuar la seva tasca respecte a la enorme novel·la fins a la seva mort el febrer de 1930, quan estava treballant en el darrer volum de Remembrance. La seva tria del títol Remembrance of Things Past, pel qual va ser coneguda l'obra de Prous en anglès durent nombrosos anys, no correspon a una traducció literal de l'original en francès. Està tret, de fet, de la segona línia del Sonet 30 de Shakespeare: "When to the sessions of sweet silent thought / I summon up remembrance of things past".
Els volums següents del Remembrance de Scott Moncrieff van ser publicats en els anys que van seguir segons la següent seqüència:
- II. Within a Budding Grove (1924)
- III. The Guermantes Way (1925)
- IV. Cities of the Plain (1928)
- V. The Captive (1929)
- VI. The Sweet Cheat Gone (1930)

Scott Moncrieff va morir a Roma el 1930 amb només 40 anys, deixant la traducció del volum final del Remembrance en altres mans.